# Санкт-Георген-бай-Грискирхен
Санкт-Георген-бай-Грискирхен (нем. Sankt Georgen bei Grieskirchen) — коммуна (нем. Gemeinde) в Австрии, в федеральной земле Верхняя Австрия. 
Входит в состав округа Грискирхен.  Население составляет 1155 человек (на 31 декабря 2005 года). Занимает площадь 11 км². Официальный код  —  40825.

## Политическая ситуация
Бургомистр коммуны — Карл Фуртмайр (АНП) по результатам выборов 2003 года.
Совет представителей коммуны (нем. Gemeinderat) состоит из 13 мест.
- АНП занимает 9 мест.
- СДПА занимает 3 места.
- АПС занимает 1 место.